# Desa Cikadongdong (administrativ by i Indonesien, Banten, lat -6,77, long 106,15)
Desa Cikadongdong är en administrativ by i Indonesien.   Den ligger i provinsen Banten, i den västra delen av landet, 100 km sydväst om huvudstaden Jakarta.